# Hugo I. von Châtillon

Als zweitgeborener Sohn führte Hugo einen zusätzlichen Turnierkragen im Familienwappen. Dieses Wappen ging an seinen erstgeborenen Johann über, während der zweite Sohn Guido das ursprüngliche Familienwappen ohne Turnierkragen weiterführte.

Hugo I. von Châtillon (* nach 1197; † 9. April 1248 bei Avignon) war Herr von Châtillon, als Hugo V. Graf von Saint-Pol und durch Ehe als Hugo I. Graf von Blois und Dunois sowie Herr von Guise.

## Leben
Er war der jüngere Sohn von Walter III. von Châtillon († 1219, Haus Châtillon) und Elisabeth von Saint-Pol († 1240).
Beim Tod seines Vaters 1219 erbte er dessen Herrschaften Châtillon, Troissy, Crécy und Ancre. Nach dem Tod seines älteren Bruders Guido 1226 übernahm er von diesem auch die Regierung der Grafschaft seiner Mutter, Grafschaft Saint-Pol.

### Ehen und Nachkommen
Hugo war dreimal verheiratet. In erster Ehe heiratete er Agnes von Bar († vor 1225), Tochter des Grafen Theobald I. von Bar. Die Ehe blieb kinderlos.
Im Jahr 1225 heiratete er in zweiter Ehe Maria von Avesnes, Gräfin von Blois, Erbtochter von Walter II. von Avesnes und Margarete von Blois.
Durch diese Ehe erlangte Hugo von Châtillon die Grafschaft Blois sowie Erbansprüche auf eine Reihe von Herrschaften in Nordfrankreich: Avesnes, Guise, Condé, Leuze, Landrecies und Trélon. Allerdings endete mit dem Tod seiner Schwiegermutter im Jahr 1230 und seinem Amtsantritt nicht nur das Haus Blois im Loiretal, sondern auch die politische Bedeutung der Grafschaft Blois in Frankreich. Hugo selbst spielte in der französischen Politik keine Rolle.
Mit Maria hatte er vier Kinder:
- Johann I. († 28. Juni 1279), 1249 Graf von Blois, Chartres und Dunois, Herr von Avesnes, Guise und Leuze; ⚭ 1254 Alix de Bretagne, * 6. Juni 1243; † 2. August 1288, Tochter von Johann I., Herzog von Bretagne (Haus Frankreich-Dreux)
- Guido II. († 12. März 1289), 1249 Graf von Saint-Pol, Herr von Ancre, Aubigny-en-Artois etc.; ⚭ vor 1254 Mathilde von Brabant († 29. September 1288), Tochter von Herzog Heinrich II. von Brabant, Witwe des Grafen Robert I. von Artois
- Walter IV. († 1261), Herr von Châtillon, Crécy, Crèvecœur, Troissy und Marigny
- Hugo II. († 1255)

Nach dem Tod Marias heiratete er in dritter Ehe Mathilde de Guînes († 1262), Tochter des Grafen Arnoul II. von Guînes (Haus Gent) und der Béatrix von Bourbourg. Auch diese Ehe blieb kinderlos.

## Tod
Durch Matthäus Paris ist Graf Hugos Tod überliefert. 1248 folgte Hugo dem Aufruf König Ludwigs IX. des Heiligen und war mit einem Kontingent von ca. 50 Rittern auf den Weg nach Marseille, wo er sich zum Sechsten Kreuzzug ins Heilige Land einschiffen wollte. Bei Avignon kam es zu einem Scharmützel mit aufständischen Dorfbewohnern, bei dem Hugo getötet wurde. Hugo von Châtillon wurde in der von ihm gegründeten Abtei Pont-aux-Dames bestattet.